# 君の詩
『君の詩』（きみのうた）は、ユニバーサルミュージックの企画・制作・発売とショップ・マニフィカ（前住友商事ダイレクトマーケティング部〔アパレルファッション事業部〕・旧住商ホームショッピング）の販売により、2001年リリースされたオリジナル・コンピレーションアルバムである。

## 解説
- 1970年代から1980年代を中心としたフォークソング・ニューミュージックを一堂に集結。
- CD4枚組で全72曲を収録した、オリジナルマスター音源を使用。
- ユニバーサルミュージック、日本クラウン、ワーナーミュージック、ソニーミュージックが音源を協力。

## 収録曲

### Disc-1：ユニバーサルミュージック
| 曲順 | タイトル                                                                                | アーティスト            | ジャンル           |
| ---- | --------------------------------------------------------------------------------------- | ----------------------- | ------------------ |
| 1    | 翼をください （作詞：山上路夫／作曲：村井邦彦） （発売日：1971年2月5日）                | 赤い鳥                  | フォーク・ロック   |
| 2    | さらば青春 （作詞・作曲：小椋佳） （発売日：1971年2月21日）                             | 小椋佳                  | フォーク           |
| 3    | カレーライス （作詞・作曲：遠藤賢司） （発売日：1972年2月）                             | 遠藤賢司                | フォーク           |
| 4    | 学生街の喫茶店 （作詞：山上路夫／作曲：すぎやまこういち） （発売日：1972年6月20日）     | ガロ                    | ニューミュージック |
| 5    | 夢の中へ （作詞・作曲：井上陽水） （発売日：1973年3月1日）                              | 井上陽水                | ニューミュージック |
| 6    | 心もよう （作詞・作曲：井上陽水） （発売日：1973年9月21日）                             | 井上陽水                | ニューミュージック |
| 7    | 酒と泪と男と女 （作詞・作曲：河島英五） （発売日：1976年6月25日）                       | 河島英五                | ニューミュージック |
| 8    | 俺たちの旅 （作詞・作曲：小椋佳） （発売日：1987年12月1日）                             | 小椋佳                  | フォーク           |
| 9    | 卒業写真 （作詞・作曲：荒井由実） （発売日：1975年2月5日）                              | ハイ・ファイ・セット    | ニューミュージック |
| 10   | フィーリング （作詞：なかにし礼／作曲：モーリス・アルバート） （発売日：1976年12月1日） | ハイ・ファイ・セット    | ニューミュージック |
| 11   | スローバラード （作詞・作曲：忌野清志郎・みかん） （発売日：1976年1月26日）             | RCサクセション          | ニューミュージック |
| 12   | わかって下さい （作詞・作曲：因幡晃） （発売日：1976年2月5日）                          | 因幡晃                  | ニューミュージック |
| 13   | この空を飛べたら （作詞・作曲：中島みゆき） （発売日：1978年3月10日）                   | 加藤登紀子              | ニューミュージック |
| 14   | サルビアの花 （作詞：相沢靖子／作曲：早川義夫） （発売日：1978年5月21日）               | 甲斐よしひろ            | ロック             |
| 15   | 贈る言葉 （作詞：武田鉄矢／作曲：千葉和臣） （発売日：1979年11月1日）                   | 海援隊                  | ニューミュージック |
| 16   | あの頃のまま （作詞・作曲：松任谷由実） （発売日：1979年7月）                           | ブレッド&バター         | ニューミュージック |
| 17   | 大阪で生まれた女 （作詞・作曲：岡山準三&BORO） （発売日：1979年8月1日）                 | BORO                    | ニューミュージック |
| 18   | 花〜すべての人の心に花を〜 （作詞・作曲：喜納昌吉） （発売日：1980年6月）               | 喜納昌吉&チャンプルーズ | ニューミュージック |

### Disc-2：日本クラウン
| 曲順 | タイトル           | アーティスト | 発売年月日     | レコード・レーベル               |
| ---- | ------------------ | ------------ | -------------- | -------------------------------- |
| 1    | 神田川             | かぐや姫     | 1973年9月20日  | 日本クラウン （レーベル：PANAM） |
| 2    | けれど生きている   | かぐや姫     | 1973年7月      | 日本クラウン （レーベル：PANAM） |
| 3    | 僕の胸でおやすみ   | かぐや姫     | 1973年7月1日   | 日本クラウン （レーベル：PANAM） |
| 4    | 妹                 | かぐや姫     | 1974年5月10日  | 日本クラウン （レーベル：PANAM） |
| 5    | 22才の別れ         | 風           | 1975年2月5日   | 日本クラウン （レーベル：PANAM） |
| 6    | なごり雪           | イルカ       | 1975年11月5日  | 日本クラウン （レーベル：PANAM） |
| 7    | 風の街             | 山田パンダ   | 1975年6月      | 日本クラウン （レーベル：PANAM） |
| 8    | 落陽               | 山田パンダ   | 1976年9月      | 日本クラウン （レーベル：PANAM） |
| 9    | 今日は雨           | 南こうせつ   | 1976年2月      | 日本クラウン （レーベル：PANAM） |
| 10   | ささやかなこの人生 | 風           | 1976年6月25日  | 日本クラウン （レーベル：PANAM） |
| 11   | 夜汽車は南へ       | 風           | 1977年5月10日  | 日本クラウン （レーベル：PANAM） |
| 12   | 雨の物語           | イルカ       | 1977年3月25日  | 日本クラウン （レーベル：PANAM） |
| 13   | 海風               | 風           | 1977年10月25日 | 日本クラウン （レーベル：PANAM） |
| 14   | 湘南 夏            | かぐや姫     | 1978年4月      | 日本クラウン （レーベル：PANAM） |
| 15   | 海岸通             | イルカ       | 1979年4月25日  | 日本クラウン （レーベル：PANAM） |
| 16   | 旅立つ想い         | 南こうせつ   | 1979年9月      | 日本クラウン （レーベル：PANAM） |
| 17   | 海と君と愛の唄     | 南こうせつ   | 1980年6月      | 日本クラウン （レーベル：PANAM） |
| 18   | 思い出がつきない夜 | 伊勢正三     | 1980年4月      | 日本クラウン （レーベル：PANAM） |

### Disc-3：ワーナーミュージック・ジャパン
| 曲順 | タイトル                                | アーティスト              | 発売年月日     | レコード・レーベル                                                          |
| ---- | --------------------------------------- | ------------------------- | -------------- | --------------------------------------------------------------------------- |
| 1    | あなた                                  | 小坂明子                  | 1973年12月21日 | ワーナーミュージック・ジャパン （レーベル：エレクトラ）                     |
| 2    | ジョニィへの伝言                        | ペドロ&カプリシャス       | 1973年3月10日  | ワーナーミュージック・ジャパン （レーベル：アトランティック）               |
| 3    | 五番街のマリーへ                        | ペドロ&カプリシャス       | 1973年10月25日 | ワーナーミュージック・ジャパン （レーベル：アトランティック）               |
| 4    | 帰らざる日々のために                    | いずみたくシンガーズ      | 1974年4月25日  | ワーナーミュージック・ジャパン （レーベル：ワーナー・ブラザース・レコード） |
| 5    | 精霊流し                                | グレープ                  | 1974年4月25日  | ワーナーミュージック・ジャパン （レーベル：エレクトラ）                     |
| 6    | 追伸                                    | グレープ                  | 1974年10月25日 | ワーナーミュージック・ジャパン （レーベル：エレクトラ）                     |
| 7    | 交響楽                                  | グレープ                  | 1975年8月25日  | ワーナーミュージック・ジャパン （レーベル：エレクトラ）                     |
| 8    | 無縁坂                                  | グレープ                  | 1975年11月25日 | ワーナーミュージック・ジャパン （レーベル：エレクトラ）                     |
| 9    | 僕にまかせてください                    | クラフト                  | 1975年4月19日  | ワーナーミュージック・ジャパン （レーベル：エレクトラ）                     |
| 10   | 池上線                                  | 西島三重子                | 1976年4月      | ワーナーミュージック・ジャパン （レーベル：エレクトラ）                     |
| 11   | 線香花火                                | さだまさし                | 1976年11月25日 | ワーナーミュージック・ジャパン （レーベル：エレクトラ）                     |
| 12   | 最終案内                                | さだまさし                | 1977年7月      | ワーナーミュージック・ジャパン （レーベル：エレクトラ）                     |
| 13   | 秋桜                                    | さだまさし                | 1977年10月1日  | ワーナーミュージック・ジャパン （レーベル：エレクトラ）                     |
| 14   | パープル・モンスーン                    | 上田知華 & KARYOBIN       | 1980年5月      | ワーナーミュージック・ジャパン （レーベル：エレクトラ）                     |
| 15   | 青い瞳のステラ、1962年夏…               | 柳ジョージ&レイニーウッド | 1980年7月      | ワーナーミュージック・ジャパン （レーベル：アトランティック）               |
| 16   | 雨に泣いている（1981年武道館LIVE Ver.） | 柳ジョージ&レイニーウッド | 1978年12月1日  | 徳間ジャパンコミュニケーションズ （レーベル：BOURSON）                      |
| 17   | 酔って候（1981年武道館LIVE Ver.）       | 柳ジョージ&レイニーウッド | 1982年2月      | 徳間ジャパンコミュニケーションズ （レーベル：BOURSON）                      |
| 18   | 星空の南十字星                          | 柳ジョージ                | 1982年3月      | ワーナーミュージック・ジャパン （レーベル：アトランティック）               |

### Disc-4：ソニー・ミュージックダイレクト
| 曲順 | タイトル                                                                               | アーティスト                   | ジャンル           |
| ---- | -------------------------------------------------------------------------------------- | ------------------------------ | ------------------ |
| 1    | 少女 （作詞・作曲：五輪真弓） （発売日：1972年10月21日）                               | 五輪真弓                       | ニューミュージック |
| 2    | 雪 （作詞・作曲：吉田拓郎） （発売日：1972年8月21日）                                  | 猫                             | ニューミュージック |
| 3    | 旅の宿 （作詞：岡本おさみ／作曲：吉田拓郎） （発売日：1972年7月1日）                   | よしだたくろう                 | ニューミュージック |
| 4    | おきざりにした悲しみは （作詞：岡本おさみ／作曲：吉田拓郎） （発売日：1972年12月21日） | よしだたくろう                 | ニューミュージック |
| 5    | 地下鉄にのって （作詞：岡本おさみ／作曲：吉田拓郎） （発売日：1972年11月21日）         | 猫                             | ニューミュージック |
| 6    | あの娘と遠くまで （作詞・作曲：岡林信康） （発売日：1973年11月21日）                   | 岡林信康                       | フォーク           |
| 7    | 白い冬 （作詞：工藤忠幸／作曲：山木康世） （発売日：1974年9月21日）                    | ふきのとう                     | ニューミュージック |
| 8    | 岬めぐり （作詞：山上路夫／作曲：山本コウタロー） （発売日：1974年6月1日）             | 山本コウタロー＆ウィークエンド | ニューミュージック |
| 9    | 『いちご白書』をもう一度 （作詞・作曲：荒井由実） （発売日：1975年8月1日）             | バンバン                       | ニューミュージック |
| 10   | セクシィ （作詞・作曲：下田逸郎） （発売日：1976年6月）                                | 下田逸郎                       | フォーク・ロック   |
| 11   | 朝からごきげん （作詞・作曲：浜田省吾） （発売日：1976年9月21日）                      | 愛奴                           | ロック             |
| 12   | 冬が来る前に （作詞：後藤悦治郎／作曲：浦野直） （発売日：1977年11月1日）              | 紙ふうせん                     | ニューミュージック |
| 13   | 春雷 （作詞・作曲：山木康世） （発売日：1979年2月25日）                                | ふきのとう                     | ニューミュージック |
| 14   | SACHIKO （作詞：小泉長一郎／作曲：ばんばひろふみ） （発売日：1979年9月21日）           | ばんばひろふみ                 | ニューミュージック |
| 15   | 重いつばさ （作詞：川崎洋／作曲：岸田智史） （発売日：1980年4月21日）                  | 岸田智史                       | ニューミュージック |
| 16   | 恋人よ （作詞・作曲：五輪真弓） （発売日：1980年8月21日）                              | 五輪真弓                       | ニューミュージック |
| 17   | ゆうこ （作詞・作曲：村下孝蔵） （発売日：1982年4月21日）                              | 村下孝蔵                       | ニューミュージック |
| 18   | 初恋 （作詞・作曲：村下孝蔵） （発売日：1983年2月25日）                                | 村下孝蔵                       | ニューミュージック |

### 取扱商品関係
- 青春の時代
- あの時代にかえりたい